# المريج (قرية)
المريج إحدى قرى مركز شبين القناطر التابع لمحافظة القليوبية بجمهورية مصر العربية.

## التاريخ
قرية المريج من القرى القديمة، حيث وردت باسم «المريج» في أعمال القليوبية ضمن قرى الروك الناصري التي أحصاها ابن الجيعان في كتاب «التحفة السنية بأسماء البلاد المصرية»،  وقال ابن الجيعان أنها من كفور شيبين القصر. وفي العصر العثماني وردت باسم «المريج» في التربيع العثماني الذي أجراه الوالي العثماني سليمان باشا الخادم في عصر السلطان العثماني سليمان القانوني ضمن قرى ولاية القليوبية، وفي تاريخ 1228هـ/1813م الذي عدّ قرى مصر بعد المسح الذي قام به محمد علي باشا باسم «المريج» ضمن قرى مديرية القليوبية.

## السكان
بلغ عدد سكان المريج 12,114 نسمة، حسب الإحصاء الرسمي لعام 2006.